# Unterseeboot 2 (1908)
Pour les autres navires du même nom, voir Unterseeboot 2.
Le sous-marin allemand Unterseeboot 2 (Seiner Majestät Unterseeboot 2 ou SM U-2), navire de tête et exemplaire unique  de type U 2 a été construit par la Kaiserliche Werft de Dantzig, et lancé le 18 juin 1908 pour une mise en service le 18 juillet 1908. Il a servi pendant la Première Guerre mondiale sous pavillon de la Kaiserliche Marine.

## Histoire
Il n'a mené aucune patrouille de guerre et a servi durant la Première Guerre mondiale comme plate-forme d'entraînement. Après la capitulation de l'Allemagne, il a été désarmé le 19 février 1919 et vendu pour démolition à Hugo Stinnes Schiffahrt GmbH.

### Sources
- (en) Cet article est partiellement ou en totalité issu de l’article de Wikipédia en anglais intitulé « SM U-2 (Germany) » (voir la liste des auteurs).